# Fritillaria crassicaulis
Fritillaria crassicaulis är en liljeväxtart som beskrevs av Sing Chi Chen. Fritillaria crassicaulis ingår i Klockliljesläktet och i familjen liljeväxter. Inga underarter finns listade.